# Swannanoa (Karolina Północna)
Swannanoa – jednostka osadnicza w Stanach Zjednoczonych, w stanie Karolina Północna, w hrabstwie Buncombe.